# Сулима Галина Валентинівна
Галина Валентинівна Сулима (Щебивовк)  (*6 квітня 1958, Одеса) — українська акторка.

## Біографія
1981 року закінчила Всесоюзний інститут кінематографії, акторську майстерню С. Ф. Бондарчука та Ірини Скобцевої за фахом — акторка театру і кіно.
1981—2004 р.: Кіностудія ім. О. П. Довженка, театр — Студія Кіноактора, акторка кіно.
2004—2005 р.: Засновниця і директор Артхаузного кінокомплексу «Кіно Арт Хауз Одеса».
2006—2012 р.: помічниця народного депутата Андрія Шкіля (на громадських засадах).
2008: Співзасновниця і директор (на громадських засадах) Продюсерського Центру «Рутенія Інтертейнмент».
З 2019 року — голова Odesa Film Office при Департаменті Культури та Туризма Мерії міста Одеси.
Знялась у фільмах: «Синє небо» (1973, Ніна), «Хлопчину звали Капітаном» (1973, Олена), «Про Вітю, Про Машу, та морську піхоту» (1974 Єлізавета Василівна), «Ар-хі-ме-ди!» (1975, Олена Ісаєва), «Така пізня, така тепла осінь» (1981, Орися Руснак), «Сад» (1983, реж. В. Четвериков, Ольга), «Останній бункер» (1991, Орина), «Голод-33» (1991), «Козаки йдуть» (1991), «Вінчання зі смертю» (1992), «Фучжоу» (1993), «Сьомий маршрут» (1997), ГОЛОДОМОР 1932-33 рр. (про знищення українців штучним голодом)та ін.
Неодружена. Має доньку — Сулиму Ксенію В'ячеславівну 1984 р.н.